# Свято-Филаретовский институт
Свято-Филаретовский институт (СФИ) — частное высшее учебное заведение в Москве. Открыт в 1988 году как Московская высшая православно-христианская школа (МВПХШ) с одним (богословским) факультетом, после чего название неоднократно менялось. С 6 декабря 2022 года является аккредитованным вузом Русской православной церкви. Основатель и первый ректор СФИ — священник (тогда диакон) Георгий Кочетков. Учредитель — Региональная общественная организация содействия духовному развитию личности «Сретение».

## История
Свято-Филаретовский институт был основан в 1988 году как Высшая христианская школа. Первые годы занятия проходили по домам у студентов. Основой библиотечного фонда стали книги (преимущественно ксерокопии и машинописи), собранные Георгием Кочетковым, на тот момент дьяконом, и его друзьями. Среди них — книги, полученные от протопресвитера Виталия Борового, Николая Евграфовича Пестова, Сергея Иосифовича Фуделя, общинниц архимандрита Сергия (Савельева).

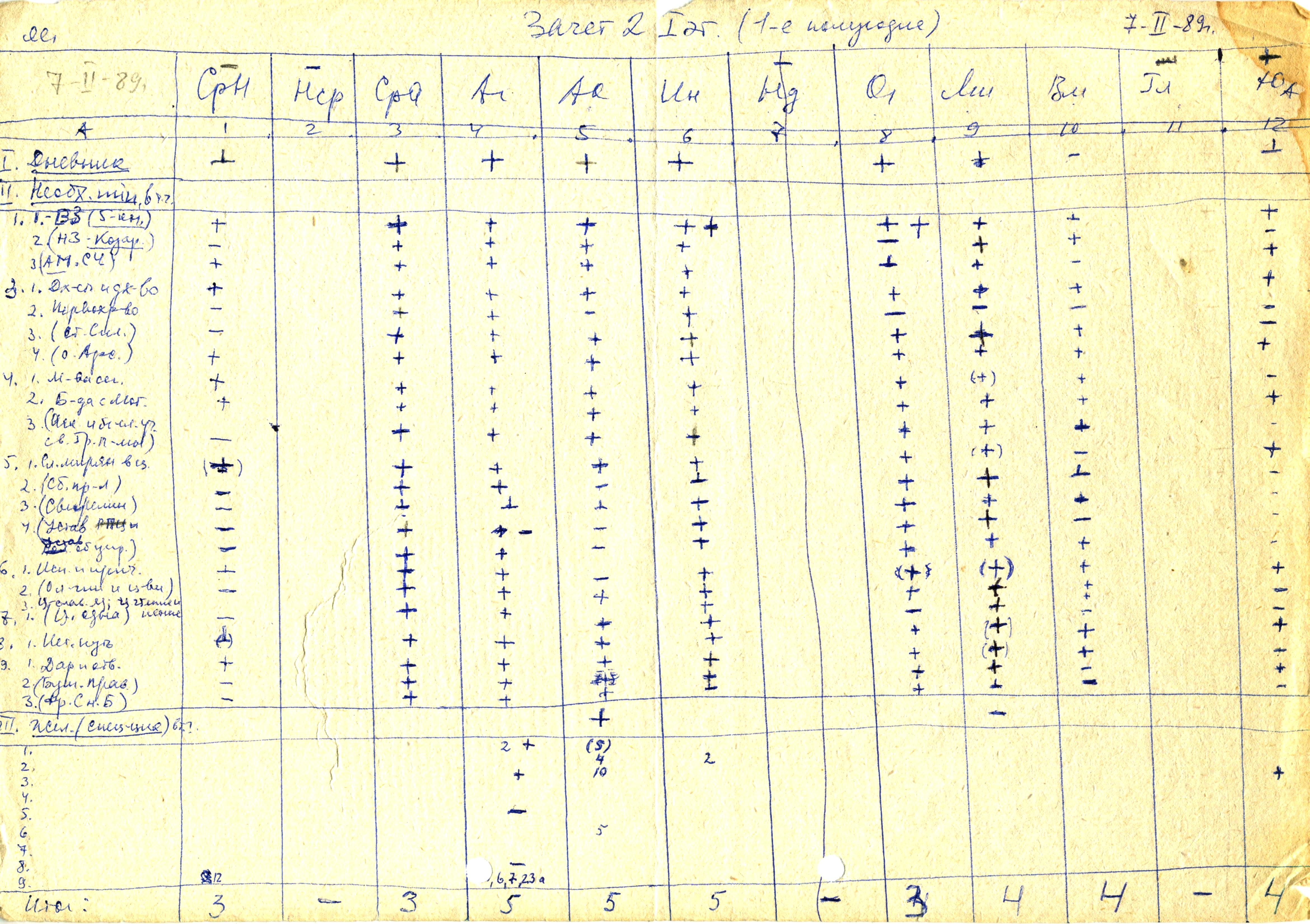
Экзаменационная ведомость за 1989 год с зашифрованными именами студентов

Возможность легализовать образовательную деятельность появилась в 1990 году, когда школа вошла в состав Российского открытого университета (РОУ) в качестве богословского факультета. В 1992 году, выйдя из состава РОУ, Институт был зарегистрирован в Министерстве юстиции РФ как самостоятельное учебное заведение — Московская высшая православно-христианская школа (МВПХШ). В июле того же года МВПХШ получила благословение патриарха Московского и всея Руси Алексия II.
В 1992—1994 годы МВПХШ располагалась в помещениях восстановленного общиной Георгия Кочеткова Владимирского собора бывшего Сретенского монастыря. В 1994 году при участии архимандрита Тихона (Шевкунова) братство «Сретение» было выдворено из собора.
В 1994 году школа стала носить имя святителя Филарета Московского — церковного деятеля, богослова и проповедника, организатора Синодального перевода Библии на русский язык, составителя «Пространного христианского катехизиса Православной Кафолической Восточной церкви».
С 1995 года Свято-Филаретовский институт располагался в здании на Покровке, где учредителю института РОО «Сретение» на правах собственности принадлежали нежилые помещения, приобретённые на пожертвования, до их продажи в 2022 году.
В 1996 году был сформирован Попечительский совет Свято‑Филаретовского института.
В феврале 1997 года Патриарх Алексий II благословил устроение в Институте часовни во имя святителя Филарета Московского.
В 1998 году институт получил Представление Синодального отдела религиозного образования и катехизации РПЦ о соответствии учебных программ СФИ православному вероучению.
В 1999 году Институт получил лицензию Министерства общего и профессионального образования РФ.
С 2001 года в Институте наряду с вечерней (очно-заочной) формой обучения появилась очная. В том же году на базе богословских курсов был организован Богословский колледж.
В 2002 году Свято-Филаретовская высшая православно-христианская школа была переименована в Свято-Филаретовский православно-христианский институт.
В 2005 году в Институте открылся факультет религиоведения.
В 2007 году СФИ при поддержке студенческой ассоциации начинает издавать альманах «Свет Христов просвещает всех!», впоследствии ставший научным журналом «Вестник СФИ», входящим в перечень рецензируемых периодических изданий ВАК по научной специальности «Теология» (26.00.01).
В 2009 году аккредитована бакалаврская программа СФИ по теологии.
В 2011 году учредитель СФИ — РОО «Сретение» — вошёл в состав Совета православных общественных объединений при Синодальном отделе по взаимоотношениям Церкви и общества.
В 2018 году Институт совместно с фондами «Старость в радость» и «Вера» открыл Отделение социальной работы, в том же году был осуществлен первый набор слушателей на программу подготовки социальных координаторов.
В 2019 году открыт исторический факультет СФИ и осуществлён первый набор на программу «Социальная история Отечества».
15 января 2020 года основатель Института священник Георгий Кочетков оставил пост ректора. Новым ректором СФИ стал доктор исторических наук Алексей Борисович Мазуров.
В сентябре 2020 года Институт открыл новый учебно-административный корпус в Токмаковом переулке. Здание было приобретено и отремонтировано на пожертвования. В этом же здании по благословению патриарха Кирилла устроена домовая часовня во имя святителя Филарета Московского. В октябре, на праздник Покрова Пресвятой Богородицы, часовня в помещениях на Покровке была переименована в Покровскую.
14 сентября 2021 года институт переименован, полное официальное наименование Института: Частное образовательное учреждение высшего образования «Свято-Филаретовский институт», также сохраняются прежние сокращенные наименования: Свято-Филаретовский институт, СФИ. 27 октября 2022 года в ЕГРЮЛ СФИ внесены изменения, согласно которым процесс реорганизации Свято-Филаретовского института в форме преобразования завершён. Новое полное официальное наименование Института: Автономная некоммерческая образовательная организация высшего образования «Свято-Филаретовский институт».
6 декабря 2022 года завершилась процедура церковной аккредитации Свято-Филаретовского института. Председатель Учебного комитета Русской Православной Церкви протоиерей Максим Козлов вручил ректору СФИ профессору А. Б. Мазурову свидетельство о церковной аккредитации образовательной деятельности по основным образовательным программам по направлению «Теология» уровня бакалавриата и магистратуры.
8 апреля 2024 года на 55-м году жизни скончался ректор Свято-Филаретовского института Алексей Борисович Мазуров. 16 апреля 2024 года на должность ректора был назначен Александр Михайлович Копировский.

## Современное положение
Свято-Филаретовский институт имеет лицензию Федеральной службы по надзору в сфере образования и науки РФ (№ 2990 от 22 октября 2021 года), свидетельство о государственной аккредитации программ бакалавриата и магистратуры по теологии (№ 3670 от 24 ноября 2021 года) и церковную аккредитацию по основным образовательным программам по направлению «Теология» уровня бакалавриата и магистратуры (№ 26 от 1 декабря 2022 года).
СФИ — светское высшее учебное заведение (учредителем СФИ является Региональная общественная организация содействия духовному развитию личности «Сретение»). При этом богословские программы СФИ соответствуют православному вероучению , а сам институт активно сотрудничает со структурами Русской православной церкви. Ректор СФИ Алексей Борисович Мазуров — член Патриаршего совета по культуре, декан богословского факультета СФИ Давид Мкртичевич Гзгзян входит в состав Межсоборного присутствия Русской православной церкви. Преподаватели, выпускники и студенты СФИ принимают активное участие в церковно-общественном форуме Рождественские образовательные чтения, международной богословской конференции Синодальной библейско-богословской комиссии РПЦ, Всецерковном съезде епархиальных миссионеров РПЦ и других конференциях Русской православной церкви.

### Учредитель
Учредитель СФИ — Региональная общественная организация содействия духовному развитию личности «Сретение». РОО «Сретение» зарегистрирована Главным управлением юстиции г. Москвы Министерства юстиции Российской Федерации 31 августа 2000 г. за № 13767.
РОО «Сретение» входит в состав Совета православных общественных объединений при Синодальном Отделе Московского Патриархата по взаимоотношениям Церкви, общества и СМИ.
Президент РОО «Сретение» — Марина Наумова.

### Ректоры
- Кочетков, Георгий Серафимович (1988—2020)
- Мазуров, Алексей Борисович (2020—2024)
- Копировский, Александр Михайлович (с 2024)

### Попечители
Совет попечителей СФИ, созданный в 1996 году, объединяет деятелей науки и культуры, которые поддерживают развитие диалога между церковью и обществом. Среди них: Петрос Василиадис (Греция), академик РАН Алексей Старобинский, историк Адриано Роккуччи (Италия), епископ Серафим (Сигрист) (США), Ольга Седакова, дьякон Василий (Карл Христиан) Фельми (Германия), архимандрит Зинон (Теодор), Жорж Нива (Швейцария), архимандрит Августин (Никитин), Евгений Верещагин, Елена Клепинина-Аржаковская. Среди почивших попечителей СФИ — Анатолий Красиков, Никита Струве, протоиерей Павел Адельгейм, Сергей Юрский, Ольга Попова, католический священник Эрнст Христоф Зуттнер

## Образование
Свято-Филаретовский институт реализует образовательные программы высшего профессионального образования по теологии (бакалавриат и магистратура) и дополнительного профессионального образования по теологии, религиоведению, истории и социальной работе.
Богословский факультет реализует программы бакалавриата и магистратуры по теологии, имеющие государственную аккредитацию. Наряду с богословием, Священным писанием, историей христианского богослужения, церковным искусством, историей церкви, церковным правом студенты изучают философию, биоэтику, русскую и мировую историю, а также греческий, древнееврейский и церковнославянский языки для работы с библейскими и богослужебными текстами.
На факультете обучаются как миряне, так и церковнослужители, часто уже имеющие какую-либо специальность, высшее образование или даже ученую степень. Обучение на богословском факультете нацелено на подготовку «своего рода церковной интеллигенции», людей, способных передавать церковную традицию и развивать культурный и творческий потенциал христианства. По словам основателя СФИ о. Георгия Кочеткова, за время своего существования СФИ выпустил более двух тысяч теологов.
На факультете религиоведения действуют программы дополнительного образования, в том числе профпереподготовки — «Религия, культура и общество», повышения квалификации — «Христиано-мусульманские отношения»; для учителей — программы по вопросам преподавания Основ религиозных культур и светской этики и Основ православной культуры. Обучение включает экскурсии, поездки и встречи с представителями разных вероисповеданий.
Исторический факультет предлагает программы профпереподготовки для преподавателей, учителей и выпускников гуманитарных вузов по истории РПЦ и общественной истории отечества. Студенты факультета изучают такие дисциплины, как «История русской религиозно-философской мысли», «История отечественной литературы XX века», «Биографика русской истории и культуры», «История российского антибольшевистского сопротивления в XX веке», «История советской повседневности», «Проблемы изучения устной истории», «Истоки и эволюция тоталитарных режимов», а также методологии исторического исследования.
Отделение социальной работы реализует программу подготовки социальных координаторов — специалистов, организующих социальную помощь, комплексно задействуя ресурсы и возможности государства, общественных и волонтёрских организаций, а также родственников людей, находящихся в трудной жизненной ситуации. В разработке программы принимал участие основатель Московской высшей школы социальных и экономических наук Теодор Шанин.
В Богословском колледже действуют программы дополнительного образования по Священному писанию, Истории церкви и Основам православного богословия.
Среди преподавателей СФИ — историки Константин Обозный, Кирилл Александров, Елена Белякова, Владимир Черняев, член Экспертного совета ВАК по теологии Юлия Балакшина, специалист по христианской этике Давид Гзгзян, литургист Зоя Дашевская, искусствовед Александр Копировский, специалист по исламу Алексей Журавский, известный генетик Галина Муравник, философы Светлана Неретина, Екатерина Полякова, Виктория Файбышенко, Руслан Лошаков, библеисты Глеб Ястребов, Алексей Сомов, Евгения Смагина и другие специалисты по философии, истории, христианскому богословию, библеистике, христианскому богослужению, миссиологии и катехетике, истории религий, межрелигиозному диалогу, социальной работе.
Образование в СФИ рассчитано на взрослых людей, уже имеющих специальность и, как правило, работающих. Институт позиционирует себя как вуз, который восстанавливает неутилитарное отношение к образованию, помогая человеку осмыслить своё место в мире и обрести призвание.

## Научная работа
Основные направления научной деятельности СФИ: катехетика и миссиология, перевод богослужебных текстов на русский язык, современная экклезиология, христианская антропология и этика, литургика и сакраментология, экзегеза библейских и околобиблейских текстов, теологическое образование, проблемы взаимодействия научного и богословского знания, история Русской церкви XX века, социальная история отечества, межрелигиозные отношения и межконфессиональный диалог, социология религии.
Институт издает квартальный научный журнал «Вестник СФИ», входящий в перечень рецензируемых периодических изданий ВАК по научной специальности «Теология». В редакционный совет журнала входят главный научный сотрудник сектора философских проблем социальных и гуманитарных наук Института философии РАН Светлана Неретина, профессор университета Женевы Жорж Нива, профессор кафедры философии, политики и права философского факультета МГУ Виктор Шамшурин, профессор Регенсбургского университета Стефано Паренти, заслуженный профессор Свято-Владимирской православной духовной семинарии в Крествуде протоиерей Джон Эриксон и другие российские и зарубежные учёные.
В церковной среде Институт известен своими научно-богословскими разработками в области истории и современной практики катехизации. С 2006 года в СФИ действует Научно-методический центр по миссии и катехизации. С 2010 по 2016 год Институт проводил научно-богословские конференции, посвящённые традиции святоотеческой катехизации и её осмыслению в контексте современной церковной практики. Преподаватели и студенты СФИ принимают участие в научных семинарах и конференциях РПЦ по истории и практике миссии в православной церкви.
Более тридцати лет в СФИ осуществляется перевод текстов православного богослужения с древнегреческого и церковнославянского на современный церковный русский язык под руководством основателя Института священника Георгия Кочеткова. Работа по переводу отдельных частей православного богослужения восходит к концу 1970-х годов. С начала 2000-х отцу Георгию активно помогала группа профессиональных филологов. До своей болезни и кончины в 2004 году в этой работе принимал активное участие академик Сергей Аверинцев. К 2011 году издательством СФИ было выпущено семь томов серии переводов «Православное богослужение», в которые вошли переводы всех основных чинопоследований.
В 2020 году по инициативе СФИ был проведён опрос ВЦИОМ об отношении россиян к предложению патриарха частично русифицировать богослужение. По результатам исследования три четверти православных россиян (75 %) в той или иной степени поддерживают частичную русификацию богослужения.
Институт разрабатывает современную экклезиологическую проблематику. С 2017 года вопросам экклезиологии посвящены ежегодные всероссийские и международные конференции СФИ.
В сферу научного интереса СФИ также входит историко-литургическая проблематика. В Институте исследуется становление литургической науки, связанное с разработками русских и западных учёных-литургистов XIX-XX вв., литургический опыт новомучеников и исповедников российских, а также современный литургический опыт православной церкви.
Церковно-исторические исследования СФИ направлены в основном на изучение православных общин и братств, а также осмысление опыта новомучеников и исповедников в России и за рубежом. С 2017 по 2020 год Институт совместно с епархиями РПЦ провел несколько конференций по истории братского движения в России XIX—XX вв. Члены кафедры церковно-исторических дисциплин СФИ внесли значительный вклад в исследование деятельности Псковской миссии и таких ключевых фигур в русской церковной истории, как Николай Неплюев, епископ Макарий (Опоцкий).
С 2013 года в Институте регулярно проходит конференция «Физика и богословие», посвященная проблемам научного и богословского знания. В конференции участвует один из создателей современной космологии академик РАН Алексей Старобинский и другие ученые.
С 1995 года в СФИ ежегодно проходит всероссийская научная конференция «Сретенские чтения» с международным участием.
Свято-Филаретовский институт также проводит совместные научные проекты с Российским государственным гуманитарным университетом, Гродненским государственным университетом имени Янки Купалы (Беларусь), Университетом имени Лучиана Благи в Сибиу (Румыния), Гуситским теологическим факультетом Карлова университета (Чехия), Русской христианской гуманитарной академией и другими научными и образовательными организациями.
С 1995 года Свято-Филаретовский институт ежегодно проводит богословскую конференцию студентов, аспирантов и молодых преподавателей «Сретенские чтения». В ней принимают участие представители духовных школ и светских вузов: Общецерковной аспирантуры и докторантуры, Московской духовной академии, Киевской духовной академии, Минских духовных школ, Смоленской духовной семинарии, РГГУ, МГУ, СПбГУ и других.

## Издательство
Издательство Свято-Филаретовского института было основано в 1991 году. За прошедшие годы в нём вышли произведения философов и богословов русского религиозного возрождения: протоиерея Сергия Булгакова, протопресвитера Александра Шмемана, протопресвитера Николая Афанасьева, архимандрита Киприана (Керна), Павла Евдокимова и других, в том числе труды, никогда прежде не публиковавшиеся. Были переведены и изданы работы многих современных зарубежных богословов, прежде всего православных — архиепископа Анастасия (Яннулатоса), митрополита Иоанна (Зизиуласа), митрополита Георгия (Ходра), протопресвитера Иоанна Мейендорфа, Оливье Клемана, Христоса Яннараса и многих других.
Деятельность издательства с момента основания была связана с катехизационной и просветительской направленностью института и отражала основные стороны его религиозно-исследовательской и религиозно-практической работы. Среди основных проектов издательства:
- Сборники материалов ежегодных богословско-практических конференций СФИ[80][81].
- Научный журнал «Вестник СФИ», входящий в перечень рецензируемых периодических изданий ВАК по теологии. В июля 2025 года включён в международную базу данных Scopus[82].
- Серия «Православное богослужение»[83], в которой вышли переводы на русский язык всех основных чинопоследований, с приведением церковнославянских текстов, исторических справок и комментариев[84].
- Учебник по церковному искусству «Христианский храм» профессора СФИ, к.п.н. А. М. Копировского, имеющий гриф Издательского совета РПЦ[85].
- Катехизисы: «„В начале было Слово“: Катехизис для просвещаемых» и «„Идите, научите все народы“: Катехизис для катехизаторов», вышедшие в 1999 году. Своё благословение на их издание и предисловие написал выдающийся богослов архиепископ Михаил (Мудьюгин).
- Серия «Беседы по христианской этике» священника Георгия Кочеткова, в которую вошли беседы, проведенные отцом Георгием для оглашаемых в 1990-е годы с ответами на вопросы
- Журнал «Православная община», выходивший с 1990 по 2000 год, когда в России остро ощущался дефицит качественной православной литературы. Особое внимание в «Православной общине» уделялось малоизвестному духовному опыту русской церкви XX столетия, богословской мысли русской эмиграции и наследию новомучеников и исповедников российских, опыту устроения общинной жизни, миссии и катехизации.

## Ассоциация выпускников и студентов
Ассоциация выпускников и студентов (АВиС) СФИ объединяет студентов и выпускников разных лет, которые хотят делом выразить благодарность институту за духовное образование и приобщение к подлинной церковной традиции, за силы и вдохновение, обретаемые в процессе учёбы. В настоящее время ассоциация насчитывает более 50 активных членов, многие из которых преподают и работают в институте.
При поддержке Ассоциации издается богословский Альманах СФИ «Свет Христов просвещает всех», в котором публикуются работы студентов и преподавателей института. Члены Ассоциации участвуют в других издательских и информационных проектах. АВиС оказывает институту техническую и финансовую поддержку в образовательной деятельности, а также в проведении богословских конференций, студенческих и церковно-практических семинаров.
В сферу ответственности Ассоциации также входит организация внутренней студенческой жизни в СФИ, собирание и хранение истории института, налаживание общения и диалога со студентами других богословских и светских учебных заведений.
АВиС родилась 2 декабря 2006 года, в день памяти святителя Филарета Московского. В этот день ежегодно проходит общее собрание Ассоциации, а в конце зимней сессии в феврале студенты и выпускники института собираются после литургии на общую трапезу — агапу. Традиция совершения агап, которую восприняли от отца ректора студенты СФИ, возродилась в кругу друзей отца Георгия в 1975 году по благословению одного из его духовных учителей протоиерея Всеволода Шпиллера.

## Оценки
За работу по переводу православного богослужения на современный русский язык, а также современные литургические исследования, диалог и взаимодействие с представителями других конфессий СФИ не раз подвергался критике.
По мнению викарного епископа Нижегородской епархии и богослова Филарета (Гусева), Свято-Филаретовский институт не совсем является именно православным институтом, «учитывая то, что он активно сотрудничает со всеми протестантскими деноминациями, даёт им возможность преподавать, выступать с проповедями, участвовать в своих собраниях и так далее»; неполучение институтом госаккредитацию, вероятнее всего, объясняется погрешностями в образовательных программах, которые могут быть связаны с личными воззрениями отца Георгия Кочеткова и его последователей.
По словам представителя Учебного комитета Русской православной церкви Дениса Макарова, выступавшего на Актовом дне СФИ 2 декабря 2021 года, «за более чем тридцать лет существования Институт подготовил немалое число квалифицированных специалистов в разных областях духовной культуры», в Учебном комитете «рады сложившемуся взаимодействию между Свято-Филаретовским институтом и Учебным комитетом в последние годы» и «Учебный комитет приветствовал бы и дальнейшее движение СФИ в сторону интеграции в систему высшего образования Русской православной церкви».
По мнению кандидата филологических наук Ольги Седаковой, «ежегодные конференции, которые проводятся в Свято-Филаретовском институте (на них съезжается не менее тысячи представителей малых братств со всей страны, приглашаются самые интересные люди светской современной культуры и богословы из других стран), каждый раз предлагают своим участникам значительные для церковной и общественной жизни темы. В частности, в 2011 году конференция была посвящена теме служения в Церкви и обществе. Признаюсь, нигде больше я не встречала такого открытого и заинтересованного общего обсуждения поставленных тем. Здесь готовится и уже происходит новая встреча светской культуры и Церкви, так необходимая нашей современности».